# Козачок (посадкова платформа)

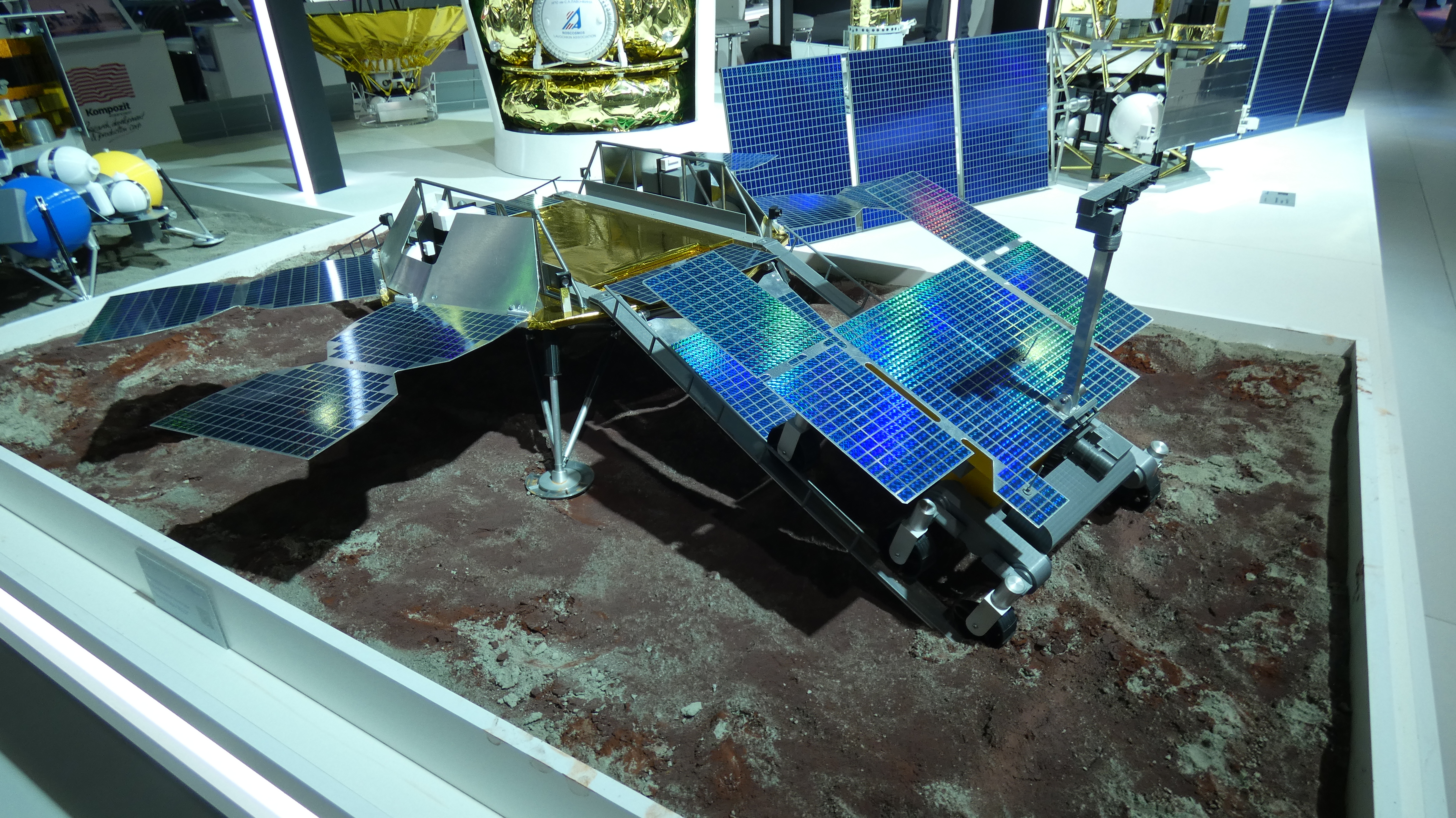
Макет місії ЕкзоМарс на аерошоу «МАКС-2021».

Козачок (рос. Казачок; минула назва Посадкова платформа ExoMars) — автоматична наукова платформа, частина місії ЕкзоМарс з дослідження Марса, спільна місія Європейського космічного агентства і Роскосмосу. За планом, для запуску платформи і ровера має використовуватись російська ракета-носій «Протон-М». Після посадки платформи, від неї відділиться ровер і розпочне однорічну місію з дослідження поверхні Марса у місці посадки.
Запуск космічного апарата було заплановано на 2018 рік, а приземлення на Марс на початку 2019 року, проте через затримку доставки наукового обладнання, пускове вікно було зсунуто на липень 2020 року. У березні 2020 запуск було відкладено на 2022 рік.
Після російської агресії проти України співпраця Європейського космічного агентства і Роскосмосу в проєкті припинена.